# Manzonia crassa
Manzonia crassa är en snäckart som först beskrevs av Kanmacher 1798.  Manzonia crassa ingår i släktet Manzonia, och familjen Rissoidae. Arten är reproducerande i Sverige.

## Bildgalleri

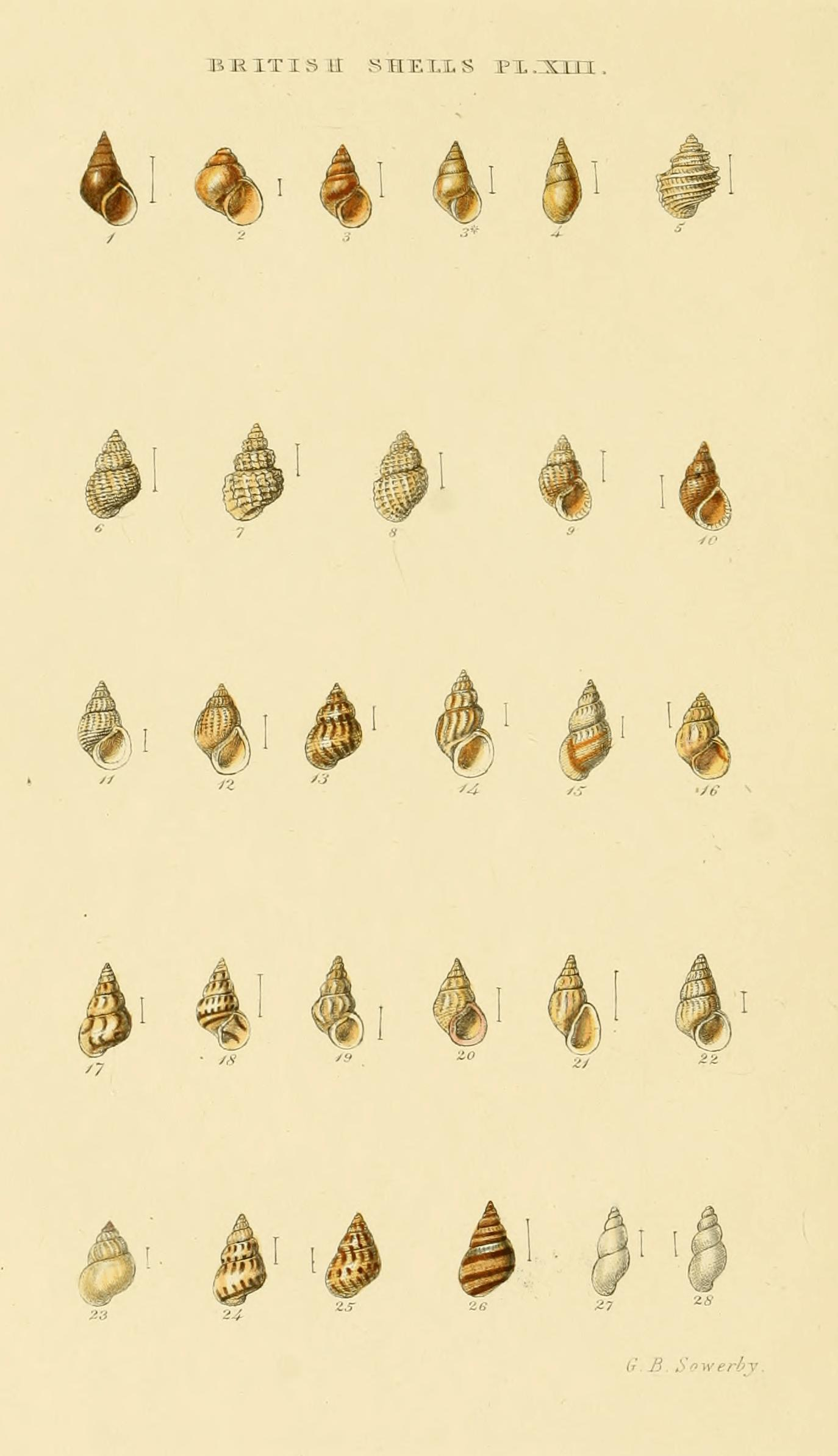
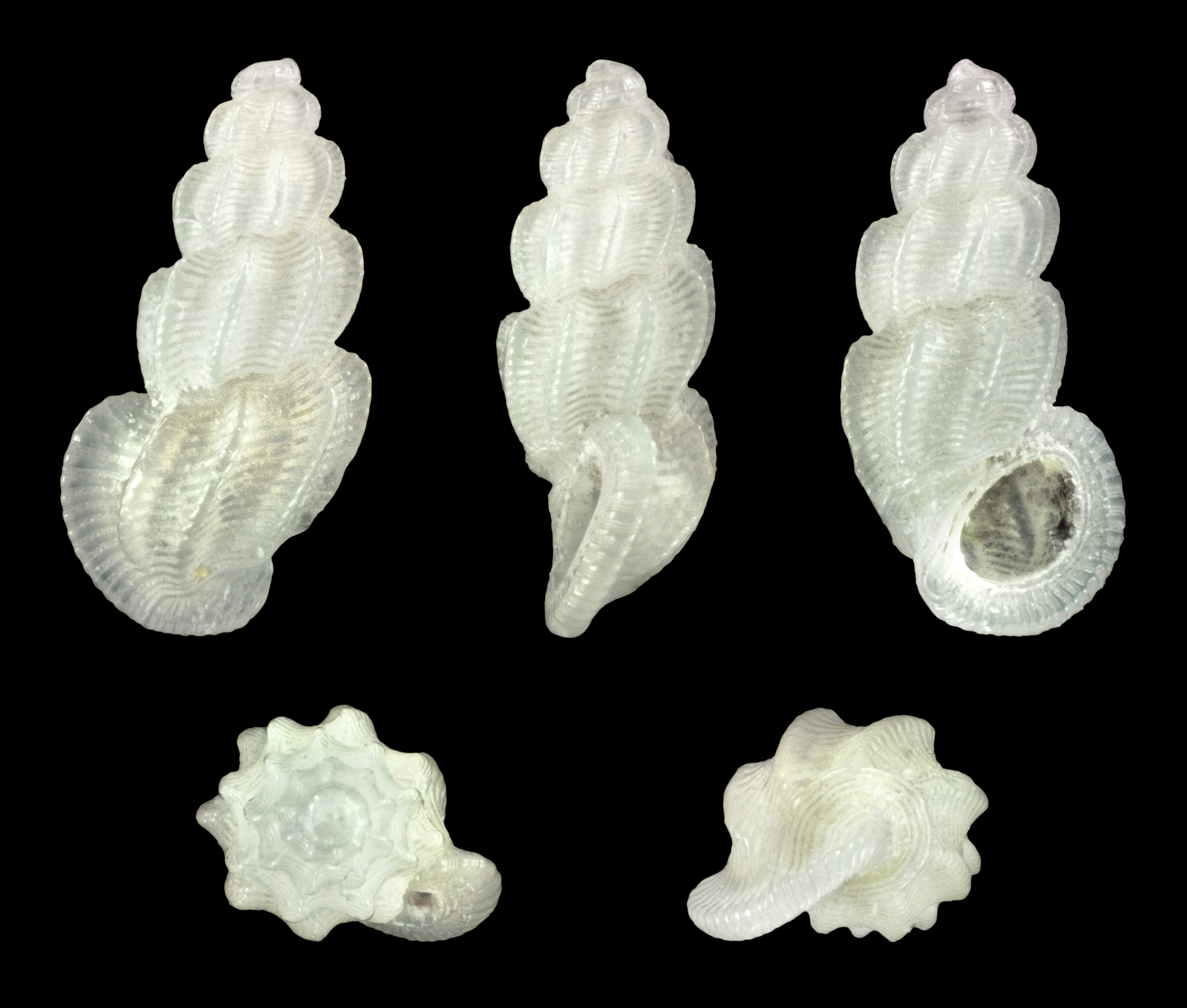
Manzonia crassa f. exigua